# Чяткаускайте, Пранцишка Пятро
Пранцишка Пятро Чяткаускайте (лит. Pranciška Četkauskaitė; 1922 год, деревня Пажельвяй, Укмергский уезд, Литва — ноябрь 2017 года) — учительница Ретавской средней школы Плунгеского района Литовской ССР. Герой Социалистического Труда (1968). Заслуженный учитель Литовской ССР (1967).
Родилась в 1922 году в семье музыканта-органиста в селе Пажельвяй. Окончив в 1944 году педагогическое училище в Укмерге, работала учительницей в Жялваской прогимназии. С 1948 года обучалась в Вильнюсском педагогическом институте, по окончании которого в 1952 году преподавала химию в местечке Анталепте Зарайского района. С 1953 года — преподаватель химии в Ретавской средней школе. В 1960 году вступила в КПСС.
Указом Президиума Верховного Совета СССР от 1 июля 1968 года «за большие заслуги в деле обучения и коммунистического воспитания учащихся» удостоена звания Героя Социалистического Труда с вручением ордена Ленина и золотой медали «Серп и Молот».
После выхода на пенсию проживала в Ретавасе.
Скончалась в ноябре 2017 года.